# Anthropos (časopis)
Anthropos  je slovenski znanstveni časopis za psihologiju i filozofiju. Uz primarne discipline koje pokriva, objavljuje i prinose iz inih znanstvenih oblasti  -  teologije, ekonomije i drugih.  Izdaju ga Slovensko filozofsko društvo i Društvo psihologa Slovenije. Tijekom godine izađe četiri do šest brojeva. Časopis uređuje međunarodni urednički odbor, sastavljen od renomiranih znanstvenih imena, a glavni urednik je Janek Musek.